# Sweet Lady
〈Sweet Lady〉는 영국의 록 밴드 퀸의 기타리스트 브라이언 메이가 작사, 작곡한 퀸의 노래이다.

## 배경
〈Sweet Lady〉는 메이에 의해 쓰여진 왜곡으로 움직이는 빠른 로커이다. 이 노래는 3/4 미터 (브릿지에서 4/4로 양보하는)의 특이한 록 스타일이다.
한 온라인 소식통에 따르면, 로저 테일러는 그것의 특이한 시간적 특징 때문에, 〈Sweet Lady〉가 그가 드럼에서 라이브로 연주하기에 가장 어려운 노래였다고 말한 적이 있다.
테일러 키트의 스네어 드럼의 와이어가 존 디콘의 베이스 기타 리프와 함께 진동하는 소리를 들을 수 있기 때문에 백 트랙은 아마도 라이브로 녹음되었을 것이다.

## 참여 인원
- 프레디 머큐리 - 리드와 백 보컬
- 브라이언 메이 - 일렉트릭 기타, 백 보컬
- 로저 테일러 - 드럼, 백 보컬
- 존 디콘 - 베이스 기타